# Emmy Internacional 2016
A 44.ª cerimônia de entrega dos International Emmys (ou Emmy Internacional 2016) aconteceu em 21 de novembro de 2016 no hotel New York Hilton Midtown em Nova York, Estados Unidos. A cerimônia deste ano foi apresentada pelo ator escocês Alan Cumming.

## Elegibilidade
A competição 2016 do Internacional Emmy Awards foi aberta em 10 de dezembro de 2015, o prazo para as inscrições terminavam em 18 de fevereiro de 2016. Qualquer organização não-estadunidense ou indivíduo poderiam apresentar candidaturas, incluindo coproduções com os EUA, desde que tenham sido inicialmente exibidas fora do País.
| Aberto                  |
| ----------------------- |
| 10 de dezembro de 2015  |
| Fechado                 |
| 18 de fevereiro de 2016 |

## Votação
Existem três rodadas de julgamento. A primeira acontece na primavera; a rodada semifinal ocorre no verão - apresentada sempre por uma empresa membro; e as finais ocorrem em setembro. As nomeações são anunciadas em outubro. Quatro candidatos são selecionados em cada categoria e os vencedores são revelados na cerimônia de premiação do International Emmy Awards, realizada em novembro.
| Data                   | País                       | Anfitrião                                                           |
| ---------------------- | -------------------------- | ------------------------------------------------------------------- |
| 16 de junho de 2016    | Viena, Áustria             | Apresentado por ORF                                                 |
| 20 de junho de 2016    | Colônia, Alemanha          | Apresentado por Broadview TV                                        |
| 21 de junho de 2016    | Nova Iorque, EUA           | Apresentado por Grupo Globo                                         |
| 27 de junho de 2016    | Paris, França              | Apresentado por Cyber Group Studios                                 |
| 30 de junho de 2016    | Tokyo, Japão               | Apresentado por Fuji Television                                     |
| 4 de julho de 2016     | Berlim, Alemanha           | Apresentado por Ziegler Films / Graf Filmproduktion / FFP New Media |
| 8 de julho de 2016     | Paris, França              | Apresentado por Havas Media                                         |
| 12 de julho de 2016    | Israel Tel Aviv, Israel    | Apresentado por Armoza Formats                                      |
| 20 de julho de 2016    | Joanesburgo, África do Sul | Apresentado por National Film and Video Foundation                  |
| 26 de julho de 2016    | Seul, Coreia do Sul        | Apresentado por Korean Broadcasting System                          |
| 29 de julho de 2016    | Rio de Janeiro, Brasil     | Apresentado por Grupo Globo                                         |
| 4 de agosto de 2016    | Cidade do México, México   | Apresentado por Fox Networks Group Latin America                    |
| 5 de agosto de 2016    | Changzhou, China           | Apresentado por CTV Splendid                                        |
| 8 de agosto de 2016    | Shangai, China             | Apresentado por Shanghai Croton Culture Media                       |
| 16 de agosto de 2016   | Miami, USA                 | Apresentado por HBO Latin America Group                             |
| 19 de agosto de 2016   | Miami, EUA                 | Apresentado por Grupo Cisneros                                      |
| 23 de agosto de 2016   | Copenhagen, Dinamarca      | Apresentado por DR TV                                               |
| 26 de agosto de 2016   | Montreal, Canadá           | Apresentado por Aetios Productions                                  |
| 28 de agosto de 2016   | Helsinki, Finlândia        | Apresentado por Yle                                                 |
| 1 de setembro de 2016  | Tokyo, Japão               | Apresentado por WOWOW                                               |
| 4 de setembro de 2016  | Biarritz, França           | Apresentado por TV France International                             |
| 5 de setembro de 2016  | Abu Dhabi, EAU             | Apresentado por Pyramedia                                           |
| 7 de setembro de 2016  | Budapeste, Hungria         | Apresentado por MTVA - Hungarian Public Service Media               |
| 9 de setembro de 2016  | Lisboa, Portugal           | Apresentado por Sonae                                               |
| 13 de setembro de 2016 | Amsterdã, Holanda          | Apresentado por The Story Lab                                       |
| 14 de setembro de 2016 | Montreal, Canadá           | Apresentado por Quebecomm                                           |

## Cerimônia
Os nomeados ao 44º International Emmy Awards foram anunciados em 26 de setembro de 2016 pela Academia Internacional das Artes e Ciências Televisivas. Um total de 40 indicados de 15 países competiram em 10 categorias do Emmy Internacional, que celebra a excelência em programação televisiva fora dos Estados Unidos. A cerimônia foi apresentada pelo astro de The Good Wife, Alan Cumming.
O Brasil foi o país com o maior números de indicados, sete no total, seguido pelo Reino Unido, com seis. Entre os brasileiros, as indicações incluíam Alexandre Nero, por seu papel na telenovela A Regra do Jogo e Grazi Massafera por Verdades Secretas, o humorístico Zorra competiu na categoria de comédia e Adotada na de entretenimento sem roteiro.
A Grã-Bretanha e Alemanha receberam três Emmys, incluindo as performances do ator estadunidense Dustin Hoffman e da alemã Christiane Paul. Hoffman recebeu o prêmio de melhor ator pelo telefilme da BBC One Um Amor de Estimação, Paul, no entanto, foi premiada como melhor atriz por seu trabalho em Unterm Radar. A série britânica Hoff the Record, com David Hasselhoff ganhou na categoria comédia. A telessérie Capital, venceu como melhor telefilme ou minissérie. Já a Alemanha levou o Emmy de melhor série dramática por Deutschland 83, sobre a história de um espião que se infiltra no exercito da Alemanha Ocidental para roubar dados secretos da OTAN. O prêmio de documentário foi para Guerra de Mentiras, sobre um refugiado iraquiano cuja informação sobre armas de destruição em massa passou para as mãos de agências de inteligência ocidentais, e terminou sendo usada para ajudar a justificar a Invasão do Iraque em 2003.
Do Brasil, Verdades Secretas venceu como melhor telenovela. A minissérie estadunidense Francisco, El Jesuita ganhou na categoria melhor programa não anglófono do horário nobre. Do Japão, The Man Who Shot Hiroshima venceu como melhor programa artístico. O reality show Allt för Sverige da Suécia recebeu o prêmio de melhor programa de entretenimento sem roteiro.
A criadora, escritora e produtora executiva estadunidense Shonda Rhimes recebeu o prêmio Emmy Founders por "sua contribuição ao mercado global da televisão". E a dinamarquesa Maria Rørbye Rønn, diretora-geral da Danmarks Radio foi agraciada com o Emmy Directorate Award.
A Academia Internacional também anunciou que estará reconhecendo series de formato curto a partir do International Emmy Awards Gala de 2017. As categorias de curta duração eram previamente reconhecida pela Academia Internacional como parte do International Digital Emmy Awards anunciados na MIPCOM a cada primavera. Os programas de ficção e não ficção originais, com episódios inferiores a 30 minutos puderam se candidatar para os próximos Emmys internacionais.

### Apresentadores

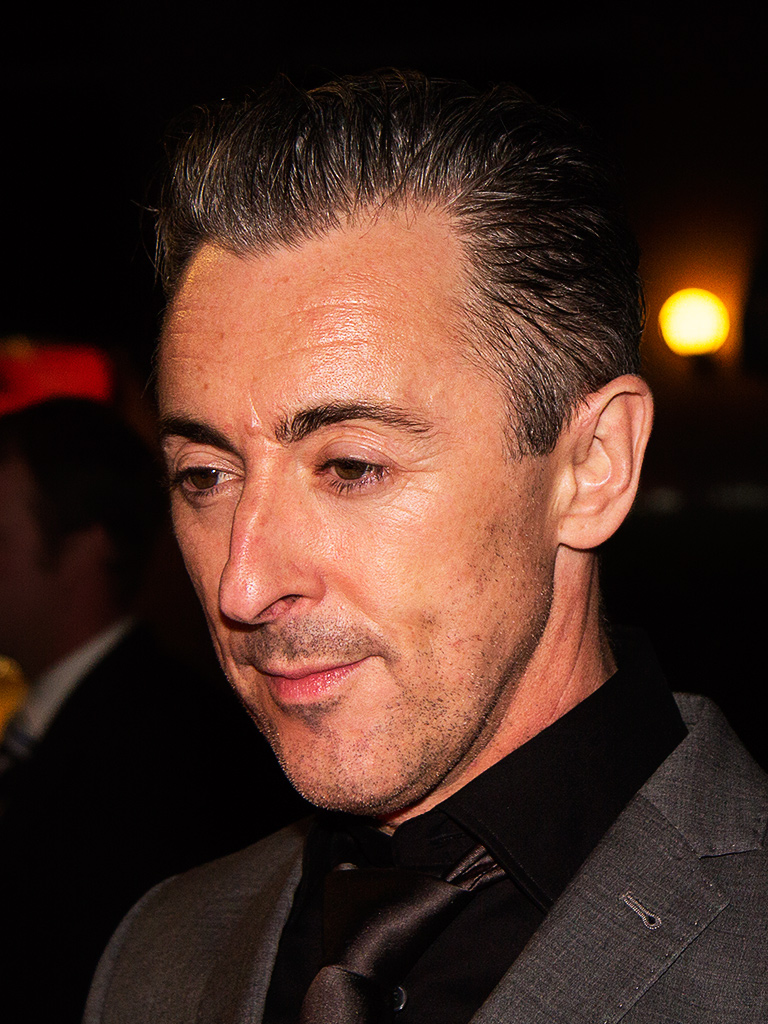
Alan Cumming, foi o anfitrião da cerimônia.

O seguinte indivíduo foi escolhido para ser anfitrião da cerimônia:
- Alan Cumming

Os apresentadores escolhidos para entregar os prêmios:
| Apresentadores                 | Categoria                                              |
| ------------------------------ | ------------------------------------------------------ |
| Bernadette Peters              | Melhor Programa Artístico                              |
| Christina Ricci                | Melhor Ator                                            |
| Peter Scolari                  | Melhor Atriz                                           |
| Nick Sandow                    | Melhor Comédia                                         |
| Ed Schultz                     | Melhor Documentário                                    |
| Damian Lewis                   | Melhor Série Dramática                                 |
| Miriam Shor e Harry Lennix     | Melhor Programa de Entretenimento sem Roteiro          |
| Debi Mazar                     | Melhor Telenovela                                      |
| Ben Rappaport e Sarah Rafferty | Melhor Telefilme/Minissérie                            |
| Fabiana Karla                  | Melhor Programa no Horário Nobre em língua não-inglesa |
| Tony Goldwyn                   | Emmy Founders Award                                    |
| Birgitte Hjort Sørensen        | Emmy Directorate Award                                 |

## Vencedores e nomeados
| Melhor Ator | Melhor Atriz |
| --- | --- |
| - Dustin Hoffman em Um Amor de Estimação - Reino Unido (Endor Productions) - Alexandre Nero em A Regra do Jogo - Brasil (TV Globo) - Florian Stetter em Nu Entre Lobos - Alemanha (UFA Fiction/ARD) - James Wen in Echoes of Time - Singapura (Ochre Productions) | - Christiane Paul em Unterm Radar - Alemanha (Enigma Film/WDR/ARD) - Judi Dench em Um Amor de Estimação - Reino Unido (Endor Productions) - Jodi Sta. Maria em Pangako Sa 'Yo - Filipinas (ABS-CBN) - Grazi Massafera em Verdades Secretas - Brasil (TV Globo)                                         |
| Melhor Telenovela | Melhor Série Dramática |
| - Verdades Secretas - Brasil (TV Globo) - A Regra do Jogo - Brasil (TV Globo) - Bridges of Love - Filipinas (ABS-CBN) - 30 vies - Canada (Aetios Productions) | - Deutschland 83 - Alemanha (RTL Television/UFA Fiction) - 19-2 - Canada (Sphere Media Plus/Echo Media) - La casa del mar - Argentina (OnDIRECTV/Cisne Films/StoryLab) - Waiting for Jasmin - Emirados Árabes Unidos (ABC Marketing and Distribution)                                                  |
| Melhor Filme para TV ou Minissérie | Melhor Programa Artístico |
| - Capital - Reino Unido (Kudos) - Nu Entre Lobos - Alemanha (UFA Fiction/ARD) - Os Experientes - Brasil (TV Globo/O2 Filmes) - Splash Splash Love - Coreia do Sul (Munhwa Broadcasting Corporation)                                                               | - The Man who Shot Hiroshima - Japão (Wowow/Kmax Co.) - Gabo, la creación de Gabriel García Márquez - Colômbia (Justin Webster Productions/Discovery/Caracol Television) - Gérard Depardieu, grandeur nature - França (France 5) - Interrupt this Program - Canadá (Noble Television & Storypark Inc.) |
| Melhor Série de Comédia | Melhor Documentário |
| - Hoff the Record - Reino Unido (Me & You Productions) - Dix pour cent - França (Woestijnvis/FBO) - ZANEWS - África do Sul (Both Worlds) - Zorra - Brasil (TV Globo)                                                                                              | - Krieg der Lügen - Alemanha (Zischlermann Filmproduktion) - Gong Gam: Mom & Clarinet - Coreia do Sul (KBS/Upright Media) - Madres de Plaza de Mayo - La Historia - Argentina (TV Pública/Canal Encuentro) - My Son the Jihadi - Reino Unido (True Vision Productions)                                 |
| Melhor Programa de Entretenimento sem Roteiro | Melhor Programa Não Anglófono do Horário Nobre |
| - Allt för Sverige - Suécia (Meter Television/SVT) - Adotada - Brasil (MTV Brasil) - Gogglebox - Reino Unido (Studio Lambert) - I Can See Your Voice - Coreia do Sul (CJ E&M)                                                                                     | - Francisco, El Jesuita - Estados Unidos (Anima Films/History Channel/Telemundo) - Asombrosamente - Estados Unidos (Fox/NatGeo Mundo/Nativa Productions) - La Banda - Estados Unidos (FremantleMedia/Syco/Univision/Saban) - Un viaje con Fidel - Estados Unidos (CNN en Español)                      |